# Erli
Erli (ligurisch Èrli) ist eine italienische Gemeinde mit 219 Einwohnern (Stand 31. Dezember 2023) in der Region Ligurien. Politisch gehört sie zu der Provinz Savona.

## Geographie
Erli liegt im oberen Abschnitt des Val Neva, auf der linken Uferseite des Flusses Neva. An die Provinz Cuneo angrenzend ist die Gemeinde ehemals ein Etappenziel der Salzstraße gewesen. Sie gehört zu der Comunità Montana Ingauna und ist circa 61 Kilometer von der Provinzhauptstadt Savona entfernt.
Nach der italienischen Klassifizierung bezüglich seismischer Aktivität wurde die Gemeinde der Zone 3 zugeordnet. Das bedeutet, dass sich Erli in einer seismisch wenig aktiven Zone befindet.

## Klima
Die Gemeinde wird unter Klimakategorie D klassifiziert, da die Gradtagzahl einen Wert von 1983 besitzt. Das heißt, die in Italien gesetzlich geregelte Heizperiode liegt zwischen dem 1. November und dem 15. April für jeweils zwölf Stunden pro Tag.